# Ashes (chanson)
Pour les articles homonymes, voir Ashes.
Singles de Embrace
Gravity
(2005) Looking as You Are
(2006)
Ashes (« cendres » en français) est le second single du quatrième album studio du groupe anglais Embrace, Out of Nothing (2004). Sa sortie a été accompagnée d'une campagne publicitaire organisée par des fans du groupe, dénommé GATNO, à savoir Get Ashes To Number One (faites de Ashes un #1 aux charts). Cependant, le single n'obtint pas cette distinction, se classant #11.
La B-side How Come est une reprise du groupe D12, en version live. 
En 2005 le titre fait partie de l'OST du jeu vidéo FIFA 06 d'EA Sports. 

## Tracklisting
- 7"

1. Ashes
2. Enough

- CD1

1. Ashes
2. Maybe I Wish

- CD2

1. Ashes
2. Flaming Red Hair
3. How Come (Live)
4. Ashes (Video)